# Ipomoea arnoldsonii
Ipomoea arnoldsonii är en vindeväxtart som beskrevs av Ignatz Urban. Ipomoea arnoldsonii ingår i släktet praktvindor, och familjen vindeväxter. Inga underarter finns listade i Catalogue of Life.